# Assalto al cielo
Assalto al cielo (Chain Lightning) è un film del 1950 diretto da Stuart Heisler. La sceneggiatura si basa sul romanzo These Many Years di Lester Cole. Lo scrittore, uno dei cosiddetti "dieci di Hollywood", inserito nella lista nera stilata dalla Commissione per le attività antiamericane, per poter continuare a lavorare, dovette cambiare nome, prendendo come pseudonimo quello di J. Redmond Prior, nome che apparve nei titoli originali del film e che, nel 1997, fu ufficialmente cambiato con quello di Cole.

## Produzione
Prodotto dalla Warner Bros., il film venne girato negli studi della compagnia di Burbank, al 4000 di Warner Boulevard. Le riprese durarono dal 16 maggio a fine luglio 1949.

## Distribuzione
Il copyright del film, richiesto dalla Warner Bros. Pictures, Inc., fu registrato il 6 febbraio 1950 con il numero LP2926.